# Krzysztof Nowak (historyk)
Krzysztof Nowak – polski historyk, dr hab. nauk humanistycznych, profesor Instytutu Historii Wydziału Nauk Społecznych Uniwersytetu Śląskiego w Katowicach.

## Życiorys
Studiował w Instytucie Historycznym Uniwersytetu Śląskiego, uzyskując w 1986 tytuł magistra historii. 26 września 1995 obronił napisaną pod kierunkiem Franciszka Serafina pracę doktorską Leon Wolf 1883–1968. Biografia polityczna, 10 stycznia 2012 habilitował się na podstawie pracy zatytułowanej Mniejszość polska w Czechosłowacji 1945–1989. Między nacjonalizmem a ideą internacjonalizmu. Pracuje na stanowisku profesora uczelni w Instytucie Historii na Wydziale Nauk Społecznych Uniwersytetu Śląskiego w Katowicach. Jest członkiem Komisji Środkowoeuropejskiej na II Wydziale Historycznym i Filozoficznym Polskiej Akademii Umiejętności oraz Komisji Bałkanistyki przy poznańskim oddziale Polskiej Akademii Nauk.

## Publikacje
- Cieszyniacy nad Tamizą, Katowice 1993, ss.47.
- Ks. Józef Londzin (1863–1929). Cieszyn 1998, ss.39 (współautor I. Panic);
- Emanuel Guziur 1908–1989, Cieszyn 1999, ss.55;
- Leon Wolf (1883–1968). Biografia polityczna, Katowice 2002, ss.252;
- Mniejszość polska w Czechosłowacji. Między nacjonalizmem a ideą internacjonalizmu, Cieszyn-Katowice 2010, ss.663; wyd. II Cieszyn 2012, ss.614.